# Vijftigers
Les « Vijftigers » constituent un groupe de poètes néerlandais qui ont marqué la littérature néerlandaise des années 1950 ; de là aussi le nom qui désigne leur appartenance à la génération des années 1950.  Le terme « Vijftigers » est mentionné pour la première fois dans le titre d'un poème de Lucebert, publié en 1949 dans le quatrième numéro de CoBrA : Verdediging van de 50-ers (Apologie des cinquantistes, c'est-à-dire du mouvement des années 1950) .  Certains écrivains belges néerlandophones appartiennent également à ce groupe.

## LesVijftigers
Déjà depuis les années 1920, dans les pays voisins des Pays-Bas, un processus de renouveau littéraire était en cours : il y avait des courants comme le dadaïsme, qui n'avait pas fait école aux Pays-Bas, sans doute à cause de la neutralité des Pays-Bas pendant la Première Guerre mondiale.  Le mouvement des Vijftigers était une tentative de rattrapage, semblable à celle des Tachtigers : le moment était venu de raccorder la littérature néerlandaise et l'art néerlandais en général aux développements ailleurs en Europe.
En 1949, Lucebert, l'auteur qui est à l'origine du courant littéraire appelé les Vijftigers, remit à l'éditeur De Bezige Bij un recueil de poèmes, qui ne fut toutefois publié qu'en 1952, sous le titre apocrief / de analphabetische naam, lorsque l'auteur eut rencontré un certain succès avec un autre recueil, publié chez un autre éditeur.  En effet, le rédacteur du Bezige Bij avait d'abord considéré le recueil de Lucebert comme l'œuvre d'un aliéné.  Avec des poèmes qui se situaient en dehors des conventions, Lucebert devint rapidement le leader incontesté d'un club notoire de jeunes poètes, les Vijftigers.  Lucebert était le jeune poète qui tentait de donner une voix à une génération qui avait atteint la maturité au cours de la Seconde Guerre mondiale, une génération qui pensait que tout devait changer complètement.  Les poètes de ce mouvement (dont Remco Campert, Gerrit Kouwenaar, Jan Elburg et Simon Vinkenoog) s'opposaient aux anciennes normes et valeurs, toujours en vigueur après la guerre, même dans l'art.  La poésie de ces poètes différait tellement de ce qui était alors la norme que de nombreux lecteurs (y compris le rédacteur du Bezige Bij) ne comprirent d'abord pas pourquoi ce genre de travail devrait être considéré comme de la poésie ou de la littérature.
Comme les œuvres de Karel Appel et de Corneille (peintres du groupe CoBrA, dont plusieurs critiques trouvaient qu'elles ne représentaient rien de plus que du barbouillage, ressemblant sans doute le plus aux dessins maladroits et impuissants de jeunes enfants ou d'infirmes, la poésie des Vijftigers fut surtout reçue par des déclarations du type : « Ma fille de sept ans sait faire ça aussi. »
À part l'œuvre poétique, les propos tenus par les Vijftigers aident à les distinguer d'autres mouvements de renouveau et permettent, avec une certaine réserve, de spécifier quelques caractéristiques, dont :
a) le matérialisme littéraire des poètes expérimentaux parmi les Vijftigers ;
b) l'accentuation du caractère physique des expériences ;
(ces deux points constituent l'exact opposé d'une conception idéalisée de la langue et de la réalité)
c) la relativisation de la notion de littérature ;
d) l'acceptation plus ou moins absolue de la réalité, qui constitue un renversement des relations passées.
Ainsi, ces vers de Lucebert ont peu en commun avec la langue noble autrefois utilisée dans la poésie : 
| de dichter hij eet de tijd op de beleefde tijd de toekomende tijd hij oordeelt niet maar deelt mede van dat waarvan hij deelgenoot is | le poète, il dévore le temps le temps vécu le temps futur il ne juge pas, mais il communique ce à quoi il participe |
Quelques caractéristiques typiques des Vijftigers sont ici présentes : l'abandon de la ponctuation, de la grammaire et de toute forme de vers fixe (comme le sonnet, par exemple).  À cet égard, les Vijftigers se réfèrent à l'avant-garde historique ; eux aussi propageaient la poésie expérimentale.  Les Vijftigers dotèrent le mot « expérimental » d'ailleurs d'un sens supplémentaire singulier, qui constitue un autre trait caractéristique de leurs conceptions littéraires.  Lorsqu'ils qualifiaient leur propre poésie d'expérimentale, ils avaient à l'esprit le mot anglais dont est dérivé le mot « experiment » : experience (expérience, expérimentation).  Pour les Vijftigers, la poésie expérimentale est de la poésie obtenue par l'expérience, ce qui signifie que, dans la poésie, tout tourne effectivement autour de l'expérience acquise au cours du travail poétique.  Non pas le produit est le plus important, mais ce que l'on éprouve (ressent) en le créant.  Autrement dit : quand un Vijftiger écrit un poème, il ne le fait pas parce qu'il veut formuler de la façon la plus belle, adéquate ou claire possible ce qu'il pense ou ressent.  Ce qu'il pense ou ressent, il le sait déjà.  Ce dont il est curieux est ce qui se reproduit dans le processus spontané de création.  Un autre aspect est en rapport avec le précédent, à savoir que les Vijftigers, dans leur poésie, tendent vers la spontanéité.
L'extrait, cité ci-dessus, montre qu'après le « beleefde tijd » (temps vécu), suit, sans doute de façon spontanée, par la voie de l'association libre, le « toekomende tijd » (à la fois temps futur et futur simple) ; en faisant des vers sur le temps, les tableaux de conjugaison, appris à l'école, peuvent émerger de la mémoire de l'auteur.  On attachait tant d'importance à la spontanéité parce que les atrocités de la guerre avaient rendu évident ce qui arrive lorsque l'on impose des structures prédéfinies à la réalité.  En réponse, les Vijftigers s'opposèrent à la raison telle qu'elle se manifeste, entre autres, dans la pensée conflictuelle, en noir et blanc (bon / mauvais, esprit / corps, divin / terrestre), et dans la hiérarchie créée par de tels opposés.  Ils voulaient sortir de la routine de ce type de réflexion.  Pour eux, le divin ne se situe pas au-delà du terrestre, et l'esprit ne l'emporte pas sur le corps.  Les Vijftigers voyaient la poésie comme une force libératrice dans tous les domaines de la vie.  Ils envisageaient non seulement une révolution littéraire, mais une réorganisation totale de la vie et de la conscience, ce que Vinkenoog formule, dans le cinquième numéro de la revue Blurb, dans les termes suivants : « Non : pas joli, sans talent, sans génie, et non plus simplement de la littérature, parce que nous crachons sur ça » et « nous cherchons un nouveau langage, de nouvelles formes ».

## Membres
Au mouvement des Vijftigers se rattachent les écrivains suivants :

### Poésie
| - Hans Andreus (Pays-Bas) - Remco Campert (Pays-Bas) - Hugo Claus (Belgique) - Jan Elburg (Pays-Bas) - Jan Hanlo (Pays-Bas) - Gerrit Kouwenaar (Pays-Bas) | - Lucebert (Pays-Bas) - Sybren Polet (Pays-Bas) - Paul Rodenko (Pays-Bas) - Bert Schierbeek (Pays-Bas) - Paul Snoek (Belgique) - Simon Vinkenoog (Pays-Bas) |

La poésie de Leo Vroman (Pays-Bas) représente la transition entre la poésie réservée, plus ancienne, et la poésie expérimentale.

### Prose
- Louis Paul Boon (Belgique)
- Remco Campert (Pays-Bas)
- Hugo Claus (Belgique)
- Sybren Polet (Pays-Bas)

## Ressources

### Sources et littérature secondaire
- (nl) Braggaar, DickJan.  Nederlandse letterkunde voor Dummies, Pearson Education, 2006  (ISBN 9043010499)  (ISBN 9789043010498), p. 256.
- (nl) Brems, Hugo. Lichamelijkheid in de experimentele poëzie: bijdrage tot de karakterisering en de literair-historische situering van de moderne Nederlandse poëzie 1950-1960, Hasselt, Heideland-Orbis, 1976.
- (nl) Dautzenberg, J.A.  Literatuur, geschiedenis en leesdossier, Bois-le-Duc, Malmberg, 1999.
- (nl) Fokkema, Redbad Ludger Klazes.  Het komplot der Vijftigers: een literair-historische documentaire, Amsterdam, De Bezige Bij, 1979.
- (nl) Klapwijk, Cees (rééd.).  Alles moest anders: experiment en spontaniteit in de poëzie van Vijftig, [En ligne], [s. d.], réf. du 12 mars 2014.  [www.literatuurgeschiedenis.nl].
- (nl) Scholten, Harry.  « Lyriek is de moeder der politiek: opvattingen over poëzie en maatschappelijk engagement in de dichtersbeweging der Vijftigers », Lyriek is de moeder der politiek: opstellen over literatuur. (réd. Harry Scholten), Baarn, De Prom, 1989  (ISBN 9068012037)  (ISBN 9789068012033), p. 113-125.
- (nl) Stokvis, Willemijn.  Cobra: geschiedenis, voorspel en betekenis van een beweging in de kunst van na de tweede wereldoorlog, Amsterdam, De Bezige Bij, 1974.